# Einheitengruppe
In der Mathematik ist die Einheitengruppe eines Rings mit Einselement die Menge aller multiplikativ invertierbaren Elemente. Sie ist mit der Ringmultiplikation eine Gruppe.
Die Einheitengruppen von (unitären) assoziativen Algebren können als Verallgemeinerung der allgemeinen linearen Gruppe angesehen werden.

## Definition
Sei {\displaystyle R} ein Ring mit 1. Die Menge aller multiplikativ invertierbaren Elemente (Einheiten) von {\displaystyle R} bildet mit der Ringmultiplikation eine Gruppe. Sie wird Einheitengruppe von {\displaystyle R} genannt. Man schreibt die Einheitengruppe meist als {\displaystyle R^{*}} oder als {\displaystyle R^{\times }}. Die Definition lässt sich auf Monoide übertragen.

## Eigenschaften und verwandte Begriffe
- Ein kommutativer Ring mit 1, dessen Einheitengruppe aus allen Elementen außer der Null besteht, ist bereits ein Körper.
- Ein kommutativer Ring mit 1 ist genau dann lokal, wenn das Komplement der Einheitengruppe ein Ideal ist.

## Die Einheitengruppe eines Körpers
Die Einheitengruppe {\displaystyle K^{*}} (auch {\displaystyle K^{\times }}) {\displaystyle :=\{x\in K\mid x\neq 0\}} eines Körpers {\displaystyle K} heißt multiplikative Gruppe. Sie ist isomorph zur linearen algebraischen Gruppe
{\displaystyle \mathbb {G} _{m}(K):=\left\{{\begin{pmatrix}x&0\\0&~x^{-1}\end{pmatrix}}\;{\Bigg |}\;x\in K^{*}\right\}\subseteq \mathrm {GL} _{2}(K)},
also Untergruppe der allgemeinen linearen Gruppe vom Grad 2.
Jede endliche multiplikative Untergruppe eines kommutativen Körpers {\displaystyle K} ist zyklisch (s. Einheitswurzel).

## Beispiele
- Die Einheitengruppe des Rings {\displaystyle \mathbb {Z} } der ganzen Zahlen besteht aus den beiden Elementen 1 und −1.
- Die Einheitengruppe des Rings {\displaystyle \mathbb {Q} } der rationalen Zahlen besteht aus allen rationalen Zahlen ungleich der Null, {\displaystyle \mathbb {Q} } ist also ein Körper.
- Die Einheitengruppe des Restklassenrings modulo 10 besteht aus den Elementen 1, 3, 7 und 9.
- Ist {\displaystyle p} eine Primzahl, so gibt es in {\displaystyle \mathbb {Z} /p\mathbb {Z} } genau {\displaystyle p-1} Einheiten.
- Allgemein: Ist {\displaystyle m\in \mathbb {N} }, so gibt es in {\displaystyle \mathbb {Z} /m\mathbb {Z} } genau {\displaystyle \varphi (m)} Einheiten. Dabei ist {\displaystyle \varphi } die Euler-Funktion. {\displaystyle \varphi (m)} ist die Anzahl der natürlichen Zahlen, die nicht größer als {\displaystyle m} und teilerfremd zu {\displaystyle m} sind.[1]
- Die Einheitengruppe des Matrizenrings der {\displaystyle n\times n}-Matrizen mit Koeffizienten in einem Körper {\displaystyle K} heißt allgemeine lineare Gruppe {\displaystyle \mathrm {GL} (n,K)}. {\displaystyle \mathrm {GL} (n,\mathbb {R} )} und {\displaystyle \mathrm {GL} (n,\mathbb {C} )} sind Lie-Gruppen.